# Linia kolejowa Ferrol – Gijón
Linia kolejowa Ferrol – Gijón – linia kolejowa w północno-zachodniej Hiszpanii, w Galicji oraz Asturii o długości 319,1 km, łącząca Ferrol z Gijón. Jest to linia wąskotorowa o rozstawie szyn 1000 mm, w całości jednotorowa i częściowo zelektryfikowana prądem stałym o napięciu 1500 V.

## Historia
Decyzja o budowie linii zapadła w 1883 i była podyktowana chęcią połączenia fortu oraz bazy marynarki wojennej z fabryką uzbrojenia w Trubii. Po wielu latach projektowania, zmiany planów, upadłości wykonawców lub ich braku, w latach 1920–1921 rozpoczęto budowę pierwszych odcinków linii, które łączyły Ferrol z Puente de Mera oraz Gijón z Soto del Barco. Źle przygotowane kosztorysy, zerwane umowy, wojna domowa oraz powojenna bieda doprowadziły do znacznego wydłużenia i opóźnienia prac. Pierwszy odcinek oddany do eksploatacji to Gijón – Aboño (1 października 1950), następnie oddawano Pravia – Avilés (11 września 1956), Ferrol – Puente de Mera (1 lutego 1962), Puente de Mera – Ortigueira (7 lutego 1964), Aboño – Luarca (13 września 1964), Ortigueira – Viveiro (24 czerwca 1966), Viveiro – Vegadeo (22 czerwca 1968) i ostatni odcinek linii Vegadeo a Luarca 6 września 1972, po prawie 90 latach od decyzji o rozpoczęciu budowy.

## Ruch pociągów
Obecnie linia jest obsługiwana przez FEVE. Ruch towarowy skupia się w Asturii (obsługa przemysłu hutniczego), w Galicji jest on szczątkowy (głównie przewóz drewna). Ruch pasażerski to głównie Cercanías Asturias obsługujące linię Cudillero – Gijón oraz połączenia Ortigueiry z Ferrol. Dodatkowo, 2 razy dziennie kursuje pociąg regionalny między Oviedo a Ferrol.